# Nord bei Nordwest – Haare? Hartmann!
Nord bei Nordwest – Haare? Hartmann! ist ein deutscher Fernsehfilm aus dem Jahr 2025. Es handelt sich um die sechsundzwanzigste Folge der ARD-Kriminalfilmreihe Nord bei Nordwest mit Hinnerk Schönemann, Jana Klinge und Marleen Lohse in den Hauptrollen. Regie führte Felix Herzogenrath nach einem Drehbuch von Niels Holle.

## Handlung
Hannah Wagner fährt zur Friseurin Grit Hartmann, um sich die Haare machen zu lassen. Auf dem Weg dorthin trifft sie Jule Christiansen, die einen Hausbesuch bei Jon Merseburg macht, der Tauben züchtet. Nach ihrem Besuch vertreibt sich Merseburg die Zeit beim Blättern in einem Briefmarkenalbum. In diesem ist eine seltene Marke enthalten, die er herausholt und anschaut. Plötzlich klingelt ein Paketbote an der Tür. Merseburg hat zunächst Zweifel, macht dann zögerlich die Haustür auf und wird umgehend vom Boten überfallen und erschossen.
Wagner ist bei Frau Hartmann fertig. Während sie bezahlt und geht, betritt ein Mann den Friseursalon. Er überreicht Hartmann eine Plastikrose. Es stellt sich heraus, dass er Tjark Helfrich heißt und ihr früherer „Arbeitgeber“ war. Grit Hartmann war zu früheren Zeiten Auftragskillerin und schuldet Helfrich eine große Geldsumme, mit der sie vor 10 Jahren ihren Salon als Tarnung und Unterschlupf finanziert hatte. Helfrich fordert von Hartmann als Beweis ihrer Loyalität und Bindung die Tötung von Wagner. Etwas später bittet sie den Bankkaufmann Ingo Wiese um eine Kreditmöglichkeit, unter dem Vorwand, den Salon sanieren zu wollen. Sie holt dabei auch einen Koffer aus einem Schließfach, in dem sich Scharfschützengewehre befinden.
Nachdem Jule erneut bei Merseburg vorbeifährt und dieser nicht öffnet, benachrichtigt sie Wagner und Jacobs, die in das Haus eindringen und Merseburg mit einer klaffenden Schussverletzung im Kopf tot auffinden. Die Bestatter Töteberg und Bleckmann nehmen die Leiche mit, zeitgleich wird der Sohn Finn Merseburg informiert, der anreist und seinen Vater sehen will. Da die Schussverletzung wegen der laufenden Ermittlungen nicht verändert werden darf und aus Pietätsgründen kaschiert werden muss, wird Grit Hartmann herbeigerufen, um an der Leiche schnell eine Haarverlängerung anzubringen. Durch einen Zufall bemerkt Hartmann, dass die Leiche ein Toupet trägt. Unter diesem befindet sich auf dem Kopf aufgeklebt ein kleines Tütchen mit der seltenen Briefmarke. Sie steckt diese unbemerkt ein. Etwas später sucht sie im Internet nach einem möglichen Wert der Marke, der aber offenbar gering zu sein scheint.
Kleinunternehmer Mehmet Ösker ist ebenfalls in Geldsorgen und lässt sich beim Antiquitätenhändler Per Adler in Dassow eine spanische Münze schätzen, die er am Strand gefunden hat. Diese jedoch ist wenig wert und Adler bietet nur 5 Euro, worauf Ösker enttäuscht wieder geht. Kurz darauf erscheint der Paketbote Edgar Grams bei Adler und bringt ihm das gestohlene Briefmarkenalbum, in dem die seltene Briefmarke jedoch fehlt. Adler will aber gerade diese Marke unbedingt haben und schickt Grams zurück, damit er danach weiter im Haus suchen soll.
Wagner, Jacobs und Finn Merseburg treffen am Haus des Opfers ein, um eine Inventur der Sachen  vorzunehmen, um zu sehen, was womöglich gestohlen wurde. Dabei überraschen sie Grams und nach einer kurzen Schießerei mit Wagner und Jacobs kann er durch einen Sprung durch ein Fenster entkommen. Währenddessen lässt sich Ösker die Haare bei Grit Hartmann frisieren, um in Dassow beim Gang zum Arbeitsamt einen guten Eindruck zu machen. Dabei erzählt er von seinem „Glücksbringer“ der spanischen Münze und dem Besuch bei Adler als Antiquar zum Schätzen von Funden. Daraufhin fährt sie zu Adler und legt die gefundene Marke vor. Adler bietet ihr zunächst 1000 Euro, aber sie behält die Briefmarke und merkt, dass sie Begehrlichkeiten erweckt und mehr wert sein könnte. Nach dem Besuch schickt Adler Edgar Grams später zum Salon, um die Marke zu besorgen. Hartmann überwältigt ihn aber problemlos und erpresst Informationen aus ihm: Die indische Briefmarke ist ein Fehldruck, heißt „Der falsche Sultan“ und hat einen sehr hohen Sammlerwert. Adler bot Grams zur Beschaffung schon 100.000 Euro an. Sie tötet und beseitigt Grams unauffällig und fährt zu Adler, um erneut zu verhandeln.
Wagner und Jacobs beschatten bereits das Geschäft, weil sich in Gesprächen mit Finn Merseburg herausgestellt hat, dass Adler mit dem Briefmarkenalbum zu tun haben muss. Hartmann ermordet währenddessen Adler, schließt dessen Geschäft ab und bietet ihrem Verfolger, Tjark Helfrich, 5 Millionen an, um sich freizukaufen. Den Auftrag, Hannah Wagner zu ermorden, hat sie aus Vorbehalten nicht ausgeführt. Etwas später tauchen die beiden Polizisten im Salon auf und befragen Hartmann, was sie bei Adler gemacht hätte und warum sie sein Geschäft zuschließt. Dabei erfindet sie die Geschichte von der Schätzung einer gefundenen spanischen Münze durch Adler, von der ihr Ösker zuvor beiläufig erzählte. Außerdem hätten Adler und sie eine Affäre. Die beiden Polizisten finden die Geschichte wenig glaubhaft und verlassen den Salon. Hartmann fährt zu ihrem Haus und wartet auf Helfrich. Zudem scheint sie sich mit gepackten Koffern absetzen zu wollen.
Hauke Jacobs fährt erneut zu Adlers Geschäft, um Hartmanns Aussagen zu überprüfen und trifft vor dem Geschäft zufällig auf Mehmet Ösker. Dieser zeigt ihm seine spanische Münze, die er nun doch verkaufen will. Dadurch wird die Lüge von Grit Hartmann aufgedeckt. Sie finden nun Per Adler ermordet im Geschäft vor. Zeitgleich besucht Tjark Helfrich Grit Hartmann in ihrem Haus. Leider hat sich kurz zuvor auch Hannah Wagner dort eingefunden, um weitere Fragen zu stellen. Sie wird von Hartmann überwältigt. Im Haus macht Hartmann Tjark das Angebot mit den 5 Millionen zum Freikaufen aus seinen Diensten, die die Marke wert sein soll. Außerdem sagt sie ihm, dass sie Wagner nicht töten wird; selbige sitzt bewusstlos und gefesselt daneben. Als es klingelt und Hartmann zur Tür geht, nutzt Helfrich die Gunst und versucht Wagner selber zu erdrosseln. Jacobs, der das Haus umrundet hat, erkennt die Gefahr, dringt ins Haus ein und schießt Helfrich an. Hartmann zielt auf Jacobs, hält ihn in Schach und erbittet ihre Autoschlüssel, um sich absetzen zu können, „sie wolle nur ihre Ruhe und ein paar Leuten die Haare schön machen“. Jacobs lässt das jedoch nicht zu und meint, dazu hätte sie nun alle Gelegenheit: im Gefängnis. Hartmann scheint dieser Gedanke zu gefallen und gibt widerstandslos auf, sie und Helfrich werden daraufhin verhaftet. Auf dem Polizeirevier beichtet sie von den Auftragsmorden als ehemalige Profikillerin.

## Hintergrund
Nord bei Nordwest – Haare? Hartmann! wurde vom 13. Februar 2024 bis 16. April 2024 auf Fehmarn, in Travemünde sowie in und um Hamburg gedreht.

## Rezeption

### Einschaltquote
Die Erstausstrahlung von Nord bei Nordwest – Haare? Hartmann! am 9. Januar 2025 im Ersten erreichte 6,85 Millionen Zuschauer und damit einen Marktanteil von 26,3 Prozent, in der Zielgruppe der 14- bis 49-Jährigen waren es 0,45 Millionen (Marktanteil 9,2 Prozent).

### Kritik
Rainer Tittelbach von tittelbach.tv gab auf seiner Seite 5 von 6 Sternen und schrieb: „Niels Holle entwickelte in seinem zehnten Drehbuch für ‚Nord bei Nordwest‘ (NDR, Degeto / triple pictures) ein feines, gut geöltes Erzähl-Maschinchen, das geschmeidig vor sich hin surrt. Es ist clever konstruiert, hat aber nichts kühl Kalkuliertes, sondern bekommt im Verbund mit dem spannend-entspannenden Erzählrhythmus und dem sympathischen Stammpersonal eine liebevolle, zärtliche Note, die wiederum in scharfem Kontrast zu den makabren Bluttaten und dem unmoralischen Treiben steht. Auch dramaturgisch stimmt alles: überschaubarer Mikrokosmos, keine losen Enden, Deckel passt auf Topf.“
Susanne Bald beschreibt die Folge auf prisma.de: „"Haare? Hartmann!" ist ein weiterer ziemlich unterhaltsamer Film der Reihe (Drehbuch: Niels Holle), mit der genau richtigen Mischung aus Spannung, Charme und Witz. Sogar eine ungewohnt actiongeladene Schießerei findet statt – die Hauke mit ordentlich Rückenschmerzen zurücklässt. Er ist eben auch nicht mehr der Jüngste.“
Das Fernsehmagazin TV Spielfilm schrieb: „Die richtige Mischung aus lockerem Krimi und privatem Miteinander der Figuren hat die Reihe mittlerweile nahezu perfektioniert.“